# Pahomie cel Mare

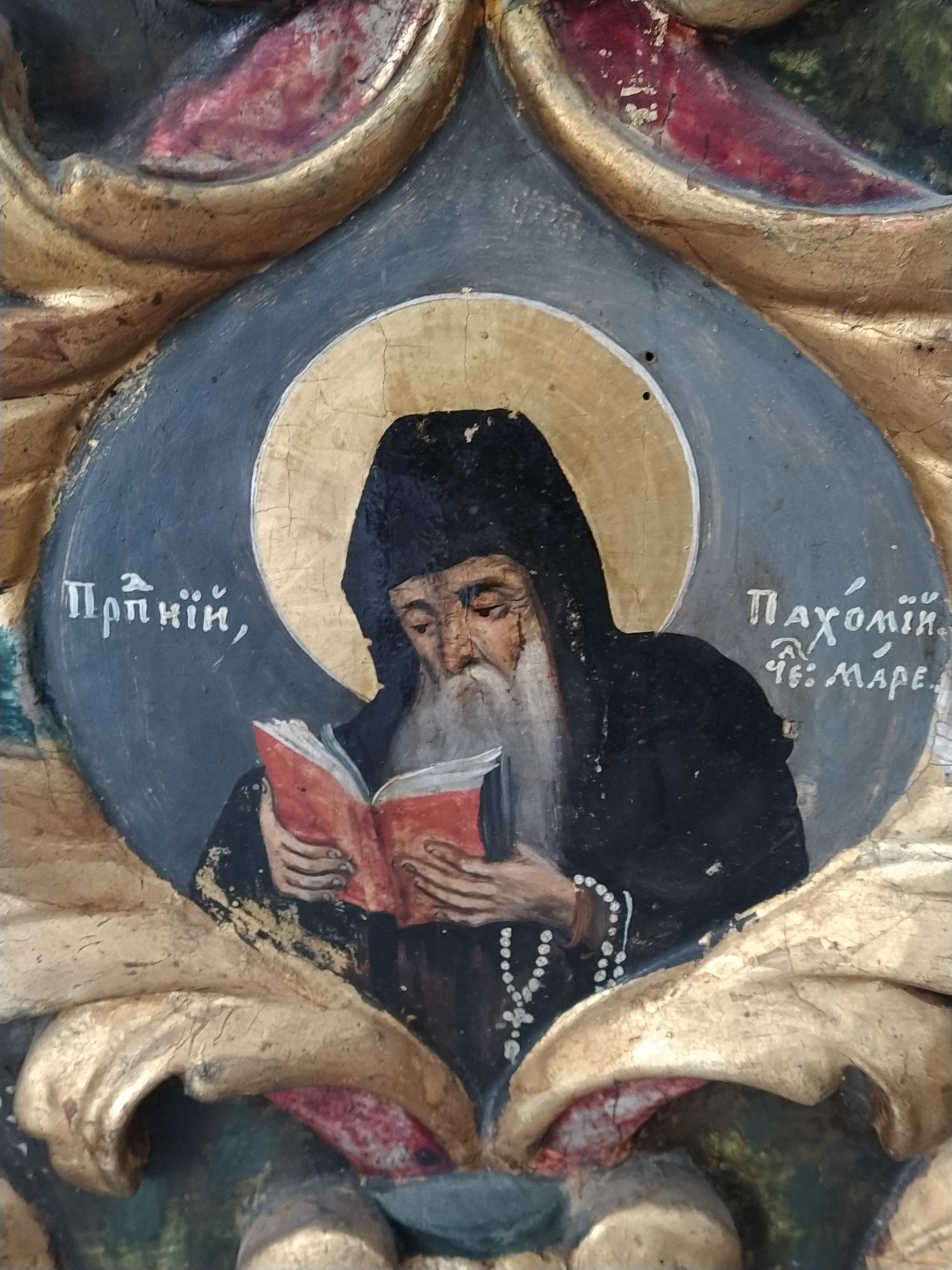
Pahomie cel Mare, iconostasul Catedralei din Blaj, secolul al XVIII-lea

Pahomie cel Mare (n. 292 d.Hr., Esna⁠(d), Guvernoratul Luxor, Egipt – d. 9 mai 348 d.Hr., Egipt) a fost un călugăr creștin egiptean.

## Viața

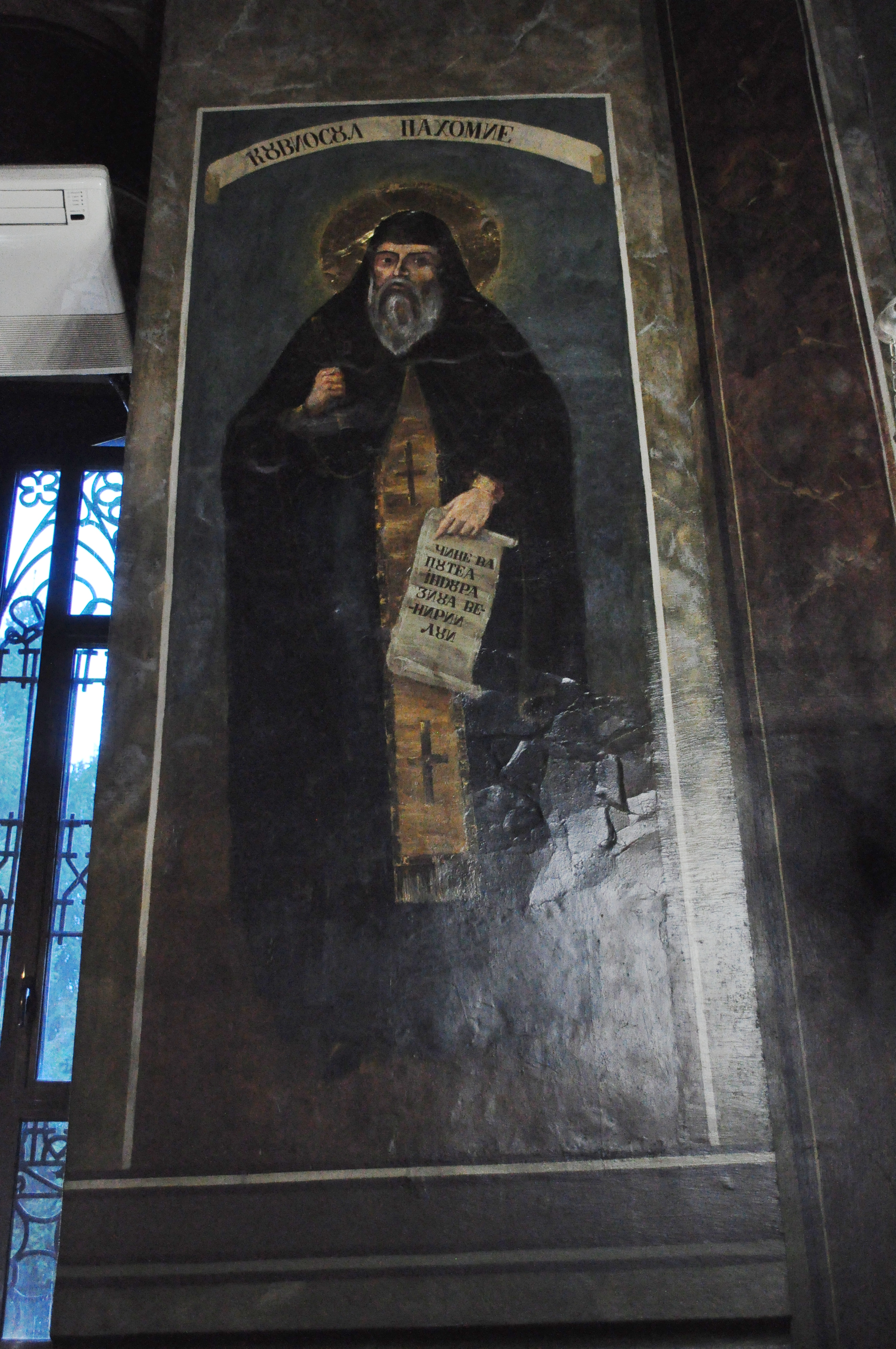
Pictura lui sf. Pahomie de la Curtea Veche din București

Pahomie s-a născut în ținutul Teba, Egipt, din părinți necreștini. A urmat școala și a cunoscut filosofia veche egipteană. La vârsta de 18 ani a fost luat cu sila în armata romană. 
Ajuns în cetatea creștină Oxirinhos, din Tebaida de Sus, a cunoscut învățătura Sfintelor Evanghelii și adevărurile de credință, și a primit botezul.
Auzind de un pustnic cu numele Palamon și de sfințenia vieții lui, s-a dus la el, în pustiu, ca ucenic al acestuia și astfel, a ajuns călugăr. Lucrul lui era să toarcă lâna și să o țeasă, iar, din câștig, dădea săracilor.
Mergând odată, ei împreună, la locul numit Tabenesei, unde Pahomie se ducea câteodată singur, să se roage și unde auzise un glas de sus grăindu-i: "Aici să petreci și să faci o mănăstire, unde vor veni mulți să se mântuiască", bătrânul a avut o descoperire și a zis către ucenicul său Pahomie: "Să zidim aici o chilie și tu să petreci aici, dar să nu ne despărțim, ci, să ne cercetăm unul pe altul". Nu după multă vreme, însă, Sfântul Palamon s-a mutat din viață, pe brațele iubitului său fiu sufletesc, ucenicul său. 
Cel dintâi ucenic al Sfântului Pahomie, când acesta a rămas singur, a fost însuși fratele său mai mare, Ioan. Dar abia după moartea acestui frate, au început ucenicii să se adune în jurul Sfântului. Chilioara Sfântului din Teba s-a dovedit ca sămânța bună, care a rodit îmbelșugat, ajungând o mare mănăstire, cu bună faimă în toata lumea, fiind maica tuturor mănăstirilor înființate de Sfântul Pahomie. Numărul monahilor, din cele șapte mănăstiri întemeiate de el, se urca la 7000, din care o mie patru sute numai la Teba și numărul lor sporea neîncetat. Aici a venit cu vremea și Sfântul Teodor Sfințitul, care a luat stăreția tuturor mănăstirilor, după Pahomie, dar care, mai întâi, s-a făcut ucenic, urmând îndeaproape viața și faptele cele bune ale dascălui său, fericitul Pahomie, strălucind în facerea de minuni, ca și dânsul. În aceste mănăstiri Sfântul Pahomie a statornicit rânduielile de muncă și de rugăciune, de tăcere, de înfrânare și de fapte bune, rânduieli pe care el însuși le păzea cel dintâi, alcătuind, astfel, cea dintâi Pravilă de mănăstire, cu viață de obște, din creștinătate. 
Și săvârșindu-se în Hristos, a fost îngropat în mănăstirea sa, întru al 55-lea an al vieții sale.

## Legături externe
- Părintele a peste 3.000 de monahi Arhivat în 12 noiembrie 2013, la Wayback Machine., 15 mai 2012, Alexandru Briciu, Ziarul Lumina
- Regulile monahale ale Sfantului Pahomie cel Mare, 14 mai 2013, CrestinOrtodox.ro